# Посёлок станции Пожога
станции Пожога — посёлок в Шатурском муниципальном районе Московской области. Входит в состав Дмитровского сельского поселения. Население — 75 чел. (2013).

## Расположение
Посёлок станции Пожога расположен в юго-западной части Шатурского района, расстояние до МКАД порядка 145 км. Высота над уровнем моря 148 м.

## Название
Станция названа по деревне Пожога, расположенной к северо-востоку от посёлка.

## История
Станция Пожога открыта в 1944 году на участке железнодорожной ветки Кривандино-Рязановка.
В советское время деревня входила в Дмитровский сельсовет.
В 1993 году население посёлка составляло 52 жителя, 19 дворов.

## Население
| 1993 | 2002 | 2006 | 2010 | 2011 | 2013 |
| ---- | ---- | ---- | ---- | ---- | ---- |
| 52   | ↘33  | ↗34  | ↘27  | ↗89  | ↘75  |

## Галерея
- Дорожный указатель на посёлок
- Платформа на станции Пожога
- Посёлок станции Пожога
- Автолавка в посёлке